# Keflavik-Reykjavik Airport Link
|  | Denne artikel beskriver en fremtidig begivenhed Denne artikel eller sektion handler om planlagt eller forventet fremtidig begivenhed. Der kan forekomme spekulativ information, og indholdet kan ændres dramatisk når begivenheden nærmer sig og mere information bliver tilgængelig. |

Keflavik-Reykjavik Airport Link er en foreslået 45 km højhastighedsbane mellem Keflavik International Airport og Reykjavik Centrum.
Jernbanen forventes at få fire stationer, og mens stationen i Keflavik Airport skal ligge over jorden, er de sidste 10 km af jernbanen i Stor-Reykjavik og stationen i Reykjavik planlagt til at ligge under jorden.
Hvis jernbanen bliver bygget, vil en tur mellem Keflavik Airport og Reykjavik Centrum tage ca. 10 til 15 minutter i forhold til i dag, hvor turen tager ca. 45 minutter i bil.
Banen vil blive bygget til en hastighed på 175 km/t og vil gøre det nemmere for de rejsende, der kommer fra Reykjavik, at komme til lufthavnen.